# Notiocharis fragilis
Notiocharis fragilis és una espècie d'insecte dípter pertanyent a la família dels psicòdids.

## Descripció
- Les ales del mascle no tenen un patró definit i fan 1,52-1,67 mm de llargària i 0,55-0,60 d'amplada.
- La femella és similar al mascle amb els lòbuls de la placa subgenital àmpliament units per la base, l'espermateca força reticulada a la major part de la superfície i una longitud alar de 2,12-2,17 mm i una amplada de 0,62-0,67.[3]

## Distribució geogràfica
Es troba a Indonèsia: és un endemisme de Papua Occidental.